# Biserica de lemn din Sagna

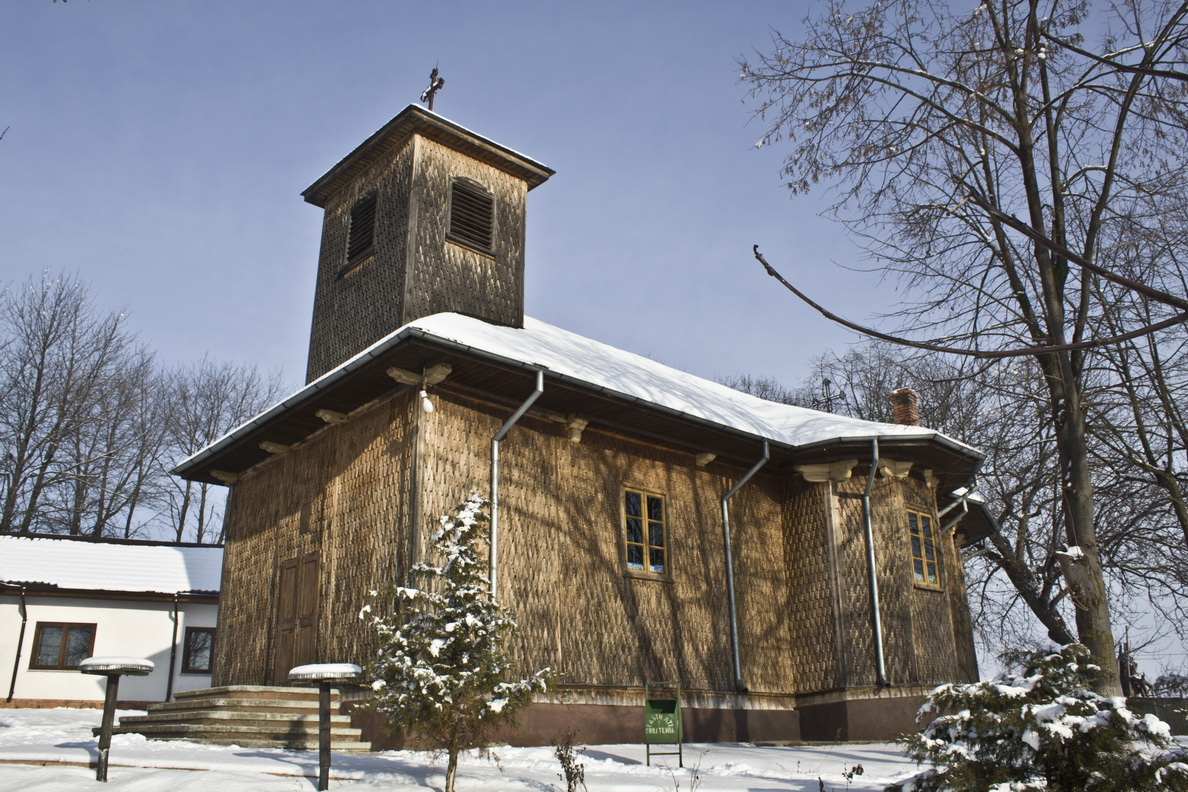
Biserica de lemn din Sagna, judeţul Neamţ

Biserica de lemn din Sagna, din localitatea cu același nume din județul Neamț.